# Đurmanec
Đurmanec – wieś w Chorwacji, w żupanii krapińsko-zagorskiej, siedziba gminy Đurmanec. W 2011 roku liczyła 836 mieszkańców.
Jest położona w Hrvatskim zagorju, na wysokości 260 m n.p.m., 5 km na północny wschód od Krapiny. Przebiegają przez nią droga z Zagrzebia do słoweńskiego Mariboru i linia kolejowa z Zagrzebia do słoweńskiego Rogatca. Miejscowa gospodarka oparta jest na rolnictwie oraz przemyśle drzewnym i samochodowym.